# Aymen Mouelhi
Aymen Mouelhi (* 14. September 1986 in Barcelona, Spanien) ist ein gibraltarisch-tunesischer Fußballspieler, welcher zumeist als rechter Innenverteidiger eingesetzt wird.

## Karriere

### Verein
Nach seiner Geburt in Spanien zog er wieder nach Tunesien, wo er bis zum Ende der Saison 2012/13 für Olympique du Kef spielte. Danach zog es ihn nach Gibraltar zum Europa FC, für die er bis zum Saisonende 2014/15 auflaufen sollte. Als Nächstes wechselte er in die Mannschaft des Lions Gibraltar FC, wo er für die komplette Folgesaison spielte. Seine nächste Station war dann der Gibraltar United FC, wo er dann eine längere Zeit bis Anfang August 2018 aktiv war. Seitdem spielt er beim St. Joseph’s FC.

### Nationalmannschaft
Da er Mitte 2013 nach Gibraltar zog, konnte er sich im Jahr 2018 offiziell einbürgern lassen und durfte somit für die gibraltarische Nationalmannschaft erstmals im Alter von 34 Jahren eingesetzt werden. Sein erster Einsatz fand somit am 16. November 2018 bei einem Spiel der Nations League statt. Die Partie gegen die Auswahl von Armenien, ging mit 2:6 verloren. Im Spiel wurde er in der 84. Minute für den gelb-rot gefährdeten Joseph Chipolina eingewechselt. In den darauf folgenden Partien zur Qualifikation für die Europameisterschaft, stand er zwar stets im Kader, kam jedoch erst einmal nicht zum Einsatz. Dies erfolgte erstmals am 15. Oktober bei einer 2:3-Niederlage gegen Georgien. Seitdem kommt er in fast jeder Partie über die vollen 90. Minuten zum Einsatz.

## Privates
Hauptberuflich ist Mouelhi Sicherheitsangestellter.